# Окова
Окова (яп. おこわ, або 強 飯) — японська страва з клейкого рису приготованого на парі, змішаного з м’ясом або овочами. Як правило, це варений клейкий рис, змішаний з квасолею адзукі, що надає йому червоного кольору, а отже святкового вигляду; готується шляхом кип’ятіння звичайного рису з бобами адзукі. Червоний колір символізує у японській культурі щастя та процвітання. Ця страва подається у багатьох щасливих та святкових випадках, таких як Новий рік, народження дитини, день народження, фестивалі та весілля. 
Оскільки окова призначена для вживання при кімнатній температурі, її використовують для виготовлення онігірі завдяки її здатності добре заморожуватись.

## Етимологія
Слово окова у японській мові походить від скороченої форми ковамесі, що означає "твердий рис". Іноді страви, приготовані змішуванням різних сортів рису, також відомі як окова.

## Історія
Спочатку назва окова вживалася для означення клейкого рису, приготованого на парі. Сьогодні ця назва стосується червоного рису під назвою секіхан. Білий пропарений рис називають інакше.

## Варіації
Окова можна використовувати різні інгредієнти — будь-які види м'яса чи овочів. Іноді його поєднують з дикорослими травами (сансай окова) або каштанами (курі окова), вугром (унаґі окова), грибами (кіноко окова), курятиною (торі окова), сливою уме (уме окова), сумішшю овочей, риби та/або курятини (ґомоку окова). Деякі традиційні інгредієнти включають солодку картоплю, пагони бамбука (варені). Свинина шар сіу, смажена качка або нарізана кубиками ковбаса — також поширені доповнення.
Секіхан часто подається з ґомашіо (яп. ごま塩), сумішшю підсмажених кунжутових зерен та солі. 

## Приготування рисових кульок з окови
Інгредієнти, що використовуються для виготовлення рисових кульок окова, включають клейкий рис (короткозернистий), кунжутову олію, дасі, соєвий соус, мірін, сіль, імбир, нарізані гриби та моркву, солодку картоплю, каштани, зелену цибулю, варену рибу та лист норі. Рис промивають водою і залишають стекти приблизно на тридцять хвилин. Рис додається разом з бульйоном, міріном, кунжутовою олією, сіллю, саке в рисоварку і залишається ще на тридцять хвилин. Потім додають м’ясо, овочі та імбир, а на рисоварці обирають режим для готування короткозернистого рису. Рис витримують при кімнатній температурі і формують у вигляді невеликих трикутників або кульок. Нарешті, основа рисових кульок обмотується листом норі.